# United Press International

UPIs logo.

United Press nyhetsrum i New York 1922.

United Press International (UPI), är en amerikansk nyhetsbyrå. UPI köptes år 2000 upp av Sun Myung Moons Enighetskyrkan, även känd som "Moonrörelsen".
United Press International bildades 1958 genom en sammanslagning av United Press Association (UP eller UPA) grundad 1907 och ägd av familjen Scripps och International News Service (INS) grundad 1909 och ägd av familjen Hearst.
Efter att länge ha varit en av USA:s ledande nyhetsföretag råkade man under 1980-talet i ekonomiska svårigheter och räddades 1992 från konkurs av saudiska affärsintressen.

## Galleri

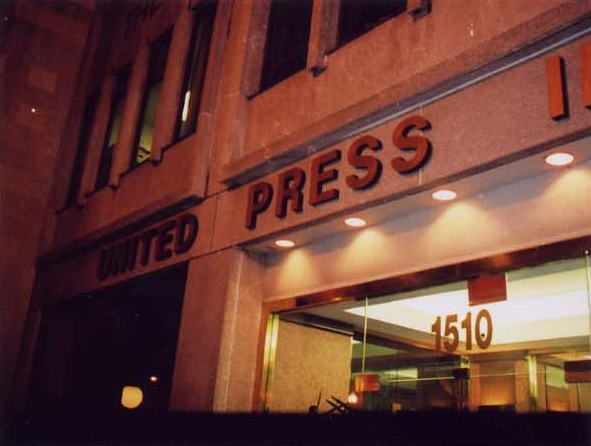
Fasaden på UPI:s huvudkontor i Washington.
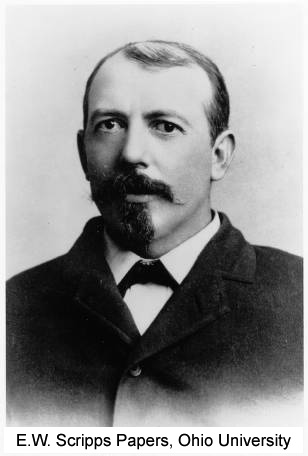
Grundaren av UP  E.W. Scripps 1912.